# Skalpovich
Pour les articles homonymes, voir Scalp.
 (décembre 2018).
Si vous disposez d'ouvrages ou d'articles de référence ou si vous connaissez des sites web de qualité traitant du thème abordé ici, merci de compléter l'article en donnant les références utiles à sa vérifiabilité et en les liant à la section « Notes et références ».
Skalpovich ou DJ Skalp, de son vrai nom Pascal Boniani Koeu, né le 26 mars 1979, est un auteur-compositeur et producteur français originaire de Saint-Denis.

## Biographie
Skalpovich commence en tant que disc jockey dans les années 1990 et se fait connaitre sous le nom de DJ Skalp en participant à des championnats comme le DMC et en réalisant plusieurs mixtapes. Il se concentre ensuite sur la production et la composition pour différents artistes comme Koma, K-reen ou encore Don Choa du groupe Fonky Family. En 1999, il rencontre DJ Kore avec lequel il décide de former le duo Kore et Skalp. Ils signent chez SONY ATV en 2001 année au cours de laquelle Luc Besson leur confie la bande originale et le score du film Taxi 3.

## En solo
En 2005 Kore et Skalp se séparent. Skalp continue en solo, puis reforme une nouvelle équipe et participe à de nouveaux projets. Il réalise entièrement l'album du joueur de basket ball Tony Parker sorti en mars 2007, et malgré un accueil mitigé du public, le single Balance-toi entre à la 1re place des charts singles.
À l'issue de cette collaboration, « Skalpovich », rebaptisé ainsi par Tony Parker en référence à l'entraîneur des Spurs de San Antonio, Gregg Popovich, est dans une nouvelle dynamique de projets, collaborant avec de nouveaux artistes, et de nouveaux partenaires de travail, notamment la chanteuse Indila.

## Style

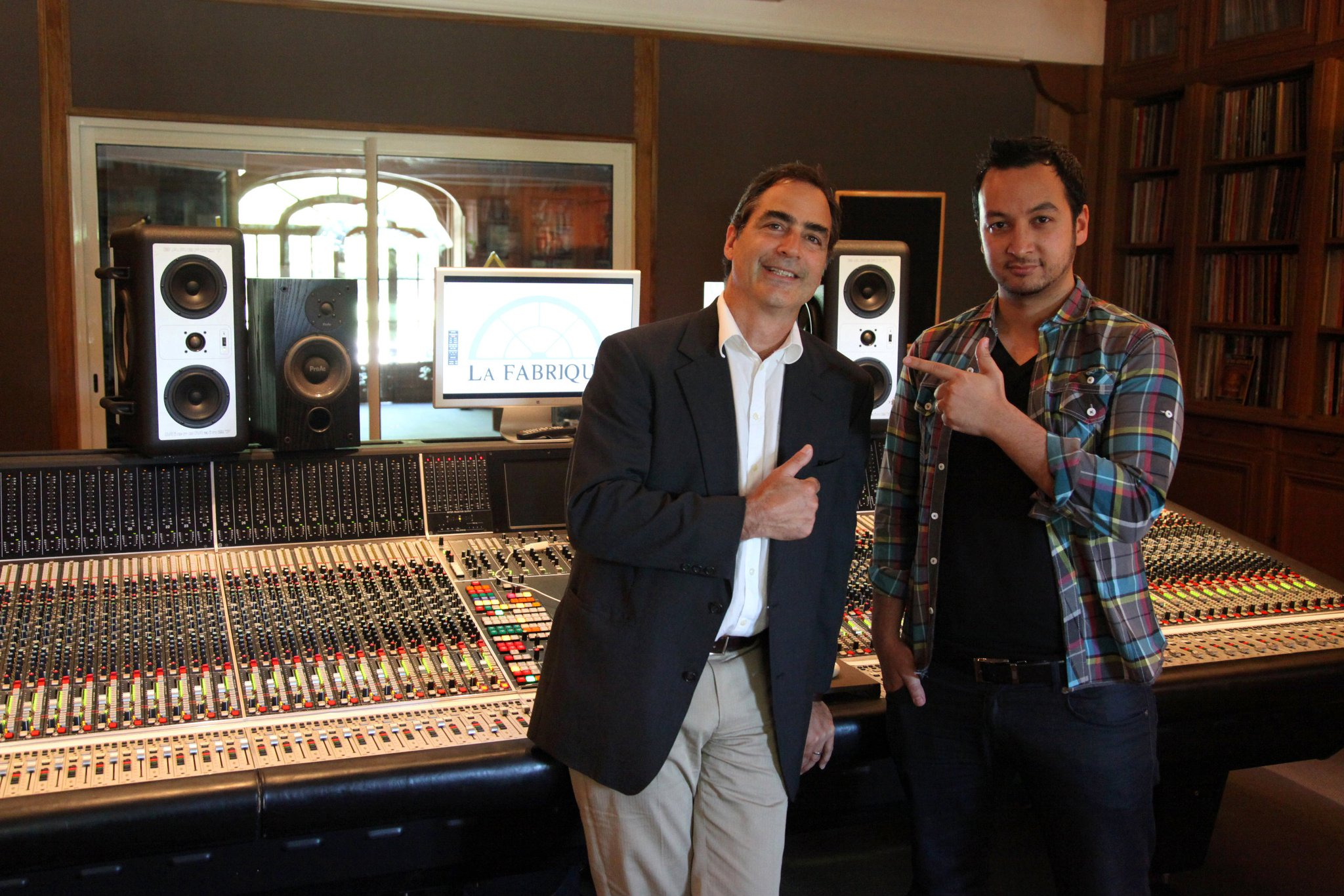
Skalpovich en studio avec Tony Maserati.

Le style de Skalpovich se base sur une forte culture de musique populaire, une culture axée Top 50 qu'il mélange à des influences world et urbaines. Cette recette qui donne dans un premier temps le « Raï'n'B », reste en évolution puisqu'on peut constater régulièrement de nouvelles sonorités, et une technique d'orchestration différentes d'année en année.
D'abord disco/funk, puis plutôt Dirty South, et ensuite beaucoup plus pop, les compositions de Skalpovich sont souvent marquées par des références orientales ou « afro-world ». Il progresse également vers un aspect plus classique, et un esprit musiques du monde de plus en plus assumé.

## Discographie

### Singles
Skalpovich reste un producteur, présent en radio et dans le top des charts depuis ses débuts. On compte parmi ses nombreux succès Un Gaou à Oran, Bouger bouger et Chérie coco de Magic System, le lancement de la carrière solo de Matt Pokora avec les titres Showbiz et Elle me contrôle, mais également Hiro du rappeur Soprano ou encore Dreamin de Youssoupha en duo avec Indila. Le tableau ci-dessous liste de manière exhaustive les titres exploités en singles, réalisés par Skalpovich.
| Année | Titre                         | Artiste(s)                      | Charts position | Certification |
| ----- | ----------------------------- | ------------------------------- | --------------- | ------------- |
| 2001  | T.D.S.I.                      | Rohff                           | no 38           | —             |
| 2002  | 5 9 1                         | Rohff feat. Assia               | no 15           | Argent        |
| 2002  | Le bon choix (Remix)          | Leslie feat. Eloquence          | no 11           | —             |
| 2003  | Ronde de Nuit                 | Gomez et Dubois feat. Amine     | no 10           | —             |
| 2003  | Qu'est-ce tu fous cette nuit' | Humphrey feat. Busta Flex       | no 31           | —             |
| 2003  | Match Nul                     | Kayliah feat. Eloquence         | no 22           | —             |
| 2003  | Pardonner (Remix)             | Leslie                          | no 18           | —             |
| 2004  | L'orphelin                    | Willy Denzey                    | no 5            | Argent        |
| 2004  | Cette Lettre                  | Willy Denzey                    | no 15           | —             |
| 2004  | Sobri                         | Leslie feat. Amine              | no 2            | —             |
| 2004  | Un gaou à Oran                | 113 feat. Magic System          | no 8            | Argent        |
| 2004  | Just Married                  | Relic                           | no 30           | —             |
| 2004  | Showbiz                       | Matt Pokora                     | no 10           | Argent        |
| 2005  | Elle me contrôle              | Matt Pokora                     | no 6            | Argent        |
| 2005  | Vivons Pour demain            | Leslie                          | no 23           | —             |
| 2005  | Bouger Bouger                 | Magic System feat. Mokobé       | no 7            | —             |
| 2005  | Protège toi                   | Collectif Protection rapprochée | no 24           | —             |
| 2005  | Ma vie                        | Amine                           | no 15           | —             |
| 2005  | Pas Sans toi                  | Matt Pokora                     | no 4            | —             |
| 2005  | J'voulais                     | Amine                           | no 1            | —             |
| 2006  | My Girl                       | Amine                           | no 29           | —             |

| 2006 | Top of the Game                     | Tony Parker feat. Fabolous & Booba                 | —                                            | —       |   |       |      |   |
| 2007 | Balance-toi                         | Tony Parker                                        | no 1                                         | —       |   |       |      |   |
| 2007 | First Love                          | Tony Parker feat. Rickwel                          | no 15                                        | —       |   |       |      |   |
| 2007 | L'effet Papillon                    | Tony Parker feat. Jamie Foxx                       | —                                            | —       |   |       |      |   |
| 2008 | Ferme les yeux                      | Soprano feat. Blacko                               | no 16                                        | —       |   |       |      |   |
| 2008 | Clandestino                         | Rim'K feat. Mohamed Lamine & Sheryne               | no 25                                        | —       |   |       |      |   |
| 2008 | Afrikan Tonik                       | Mokobé feat Mohamed Lamine, Mory Kanté & DJ Arafat | —                                            | —       |   |       |      |   |
| 2009 | Pardonne-moi                        | Rickwel                                            | —                                            | —       |   |       |      |   |
| 2009 | Danse pour moi                      | Rickwel                                            | —                                            | —       |   |       |      |   |
| 2009 | Je suis libre                       | AP feat. JMI Sissoko                               | —                                            | —       |   |       |      |   |
| 2009 | Les Cités d'or                      | Psy 4 de la rime                                   | —                                            | —       |   |       |      |   |
| 2009 | C'est pas Compliqué                 | Awilo Longomba feat. Awa Imani                     | —                                            | —       |   |       |      |   |
| 2009 | Célébration                         | 113 feat. Awa Imani & Jamel Debbouze               | —                                            | —       |   |       |      |   |
| 2010 | Pour que tu restes                  | Vitaa feat. Jeremih                                | —                                            | —       |   |       |      |   |
| 2010 | Viser la victoire                   | Admiral T feat. La Fouine & Medine                 | —                                            | —       |   |       |      |   |
| 2010 | Criminel                            | TLF feat. Indila                                   | —                                            | —       |   |       |      |   |
| 2010 | Darwa                               | Soprano                                            | —                                            | —       |   |       |      |   |
| 2010 | Poussière d'empire                  | Nessbeal feat. Indila                              | —                                            | —       |   |       |      |   |
| 2010 | Marseilles By Night                 | Algerino feat. Nassi                               | —                                            | —       |   |       |      |   |
| 2010 | Hiro                                | Soprano feat. Indila                               | no 26                                        | Argent  |   |       |      |   |
| 2010 | Château de Sable                    | Soprano feat. Awa Imani                            | —                                            | —       |   |       |      |   |
| 2011 | D'où l'on vient                     | La Fouine                                          | no 53                                        | —       |   |       |      |   |
| 2011 | Chérie Coco                         | Magic System feat. Soprano                         | no 2                                         | Or      |   |       |      |   |
| 2011 | Thug Mariage                        | Rohff feat. Indila                                 | —                                            | —       |   |       |      |   |
| 2011 | Lala Fatéma                         | OGB feat. Mohamed Lamine                           | —                                            | —       |   |       |      |   |
| 2011 | Oulala                              | Mokobé feat. DJ Arafat                             | —                                            | —       |   |       |      |   |
| 2011 | Criminel                            | TLF                                                |                                              | —       |   |       |      |   |
| 2012 | Histoires Vraies                    | Youssoupha feat. Corneille                         | no 82                                        | —       |   |       |      |   |
| 2012 | Ma reine                            | Axel Tony feat Admiral T                           | —                                            | —       |   |       |      |   |
| 2012 | Dreamin'                            | Youssoupha feat Indila                             | no 14                                        | Or      |   |       |      |   |
| 2012 | Diguirindi                          | Mokobe feat Moussier Tombola                       | —                                            | —       |   |       |      |   |
| 2012 | Validé                              | l'Algérino feat Roldán                             | —                                            | —       |   |       |      |   |
| 2012 | Forever                             | Ishtar                                             | —                                            | —       |   |       |      |   |
| 2012 | Avec toi                            | Axel Tony feat Tunisiano                           | —                                            | —       |   |       |      |   |
| 2012 | Le Bar des Sentimentalistes         | Corneille                                          | —                                            | —       |   |       |      |   |
| 2012 | Sans regrets                        | TLF feat. Lara Bellerose                           | —                                            | —       |   |       |      |   |
| 2012 | Sois fier de c'que t'es             | Sultan                                             | —                                            | —       |   |       |      |   |
| 2013 | On se connaît                       | Youssoupha feat. Ayna                              | no 9                                         | —       |   |       |      |   |
| 2013 | She's Gone (Remix)                  | Patrick Bruel                                      | —                                            | —       |   |       |      |   |
| 2013 | Au-delà des mots                    | Axel Tony                                          | 40                                           | —       |   |       |      |   |
| 2013 | L'union fait la force               | Kamelancien feat. Sultan, Nassi, MLC, Itsou        | —                                            | —       |   |       |      |   |
| 2013 | Sans toi                            | Kamelancien feat. Sarah Riani                      | —                                            | —       |   |       |      |   |
| 2013 | Home                                | Médine feat. Nassi                                 | —                                            | —       |   |       |      |   |
| 2013 | Kitoko                              | Fally Ipupa feat. Youssoupha                       | —                                            | —       |   |       |      |   |
| 2013 | Team BS - Vrais Frères              | La Fouine feat. Sindy, Sultan, Fababy              | no 28                                        | —       |   |       |      |   |
| 2013 | Dernière Danse                      | Indila                                             | no 2                                         | Platine |   |       |      |   |
| 2013 | Obsesion (Tropical Family-Deluxe)   | Lucenzo Feat Kenza Farah                           |                                              |         |   |       |      |   |
| 2013 | Turn Me On (Tropical Family-Deluxe) | Kevin Lyttle & Matt Houston (chanteur)             |                                              |         |   |       |      |   |
| 2013 | Honneur aux dames                   | The Mess feat. Canardo                             | —                                            | —       |   |       |      |   |
| 2014 | Case départ                         | Team BS                                            | —                                            | —       |   |       |      |   |
| 2014 | Sur ma route                        | Black M                                            | n° 1                                         | Platine |   |       |      |   |
| 2014 | S.O.S                               | Indila                                             | n° 2                                         | —       |   |       |      |   |
| 2022 | Foto                                | Lartiste feat. Nej'                                | —                                            | —       |   |       |      |   |
| 2022 | 2023                                | AYE AYO                                            | l'Algérino feat. Skalpovich & THE QUICKSTYLE | —       | — | Météo | Nej' | — |

### Albums
En tant que réalisateur Skalpovich est souvent amené à s'investir pleinement dans les albums des artistes qui le sollicitent, son travail est aussi  de dénicher et de lancer de nouveaux artistes, le tableau ci-dessous liste de manière exhaustive ses contributions album par album.
| Année      | Artistes                     | Album                        | Morceau | Certification |
| ---------- | ---------------------------- | ---------------------------- | --- | ------------- |
| Avant 2001 | 93200 Saint-Denis Représente | 93200 Saint-Denis Représente | Track 05: triste existence Track 06: j'deviens ouf Track 10: montana-skalp connexion Track 11: j'ai un but à atteindre Track 12: jusqu'ici tout va bien | —             |
| Avant 2001 | Koma                         | Le réveil                    | Track 02: le réveil | —             |
| Avant 2001 | Le sixième Element           | Le Sixième Element           | Track 02: 6e élément Track 04: incendi Track 07: freestyle partie 1 Track 10: toxico Track 12: oméga élément Track 14: freestyle partie 2               | —             |
| Avant 2001 | K special                    | Cause à effet                | Track 13: tape pas ton vice Track 15: j'deviens ouf | —             |
| Avant 2001 | K-reen                       | Dimension                    | Track 10: tout ce qu'on veut Track 12: permission de sortir                                                                                             | —             |
| Avant 2001 | Costello                     | Costello                     | Track 01: faut que j'répète Track 02: le morceau "c" Track 03: la bonne connexion Track 04: faut que j'répète (instru)                                  | —             |

| Année | Artistes              | Album                     | Track | Certification |
| ----- | --------------------- | ------------------------- | --- | ------------- |
| 2001  | Rohff                 | La vie avant la mort      | Track 03: TDSI (Single) Track 12: 5,9,1(Single) Track 16: Outro | SNEP: Platine |
| 2002  | Scred Connexion       | Du mal à s'confier        | Track 02: Trop saoulé Track 06: On pense tous monnaie | —             |
| 2002  | Leslie                | Je suis et je resterai    | Track 03: Je suis et je resterai (remix) (Vinyle) Track 04: Pardonner (remix) (Single) Track 06: Le bon choix (remix) (Single) | SNEP: Or      |
| 2002  | Don Choa              | Vapeurs toxiques          | Track 07: Doucement Track 13: Sale sud | SNEP: Or      |
| 2003  | Gomez & Dubois        | Flics et hors la loi      | Track 12: Ronde de nuit (Single) Track 13: Chez djamel | SNEP: Or      |
| 2003  | Taxi 3                | Taxi 3 Bande Originale    | Track 01: Making of Track 02: Qu'est c'tu fout cette nuit? (Single) Track 03: Match nul (Single) Track 04: Les rues de ma ville Track 05: Plus vite que jamais Track 10: Tarif c Track 11:L'allumage Track 13: Profite Track 14: Laissez nous vivre Track 15: P'tite sœur | SNEP: Or      |
| 2003  | Dadoo                 | France history X          | Track 21: Making of | —             |
| 2003  | Corneille             | Parce qu'on vient de loin | Track 15: Laissez-nous vivre | SNEP: Platine |
| 2003  | Willy Denzey          | Number One                | Track 03: Life Track 05: Cette lettre Track 06: L'orphelin (Single) | —             |
| 2003  | Talents Fachés        | Talents Fachés            | Track 01: Intro Track 13: Made you look Track 16: À quand mon heure Track 29: Tu t'reconnais | —             |
| 2004  | Booba                 | Panthéon (album)          | Track 02: Le mal par le mal Track 03: Commis d'office Track 08: La faucheuse Track 12: Bâtiment c | SNEP: Or      |
| 2004  | Kery James            | Savoir et vivre ensemble  | Track 04: Malgré les épreuves (disc 2) | —             |
| 2004  | Kore & Skalp          | Raï'n b fever             | Track 01: Bonjour la France Track 02: Un gaou à oran (Single) Track 03: Sobri (Single) Track 04: Mon bled Track 05: Le génie Track 06: Retour aux sources Track 07: Rai'n'b fever Track 08: Raggae rai fever Track 09: J'suis pas d'ici Track 10: Just married (Single) Track 11: N tya Track 12: Madame madame Track 13: Yeppa mama Track 14: Ma leila Track 15: L'orphelin (Single) Track 16: rimitti ridim Track 17: Chabani nonda | SNEP: Platine |
| 2004  | Willy Denzey          | L'orphelin (Single)       | Track 01: L'orphelin (Single) Track 03: L'orphelin (Remix) | SNEP: Or      |
| 2004  | Relic                 | Légendes urbaines         | Track 02: Légendes urbaines Track 09: Just married (Single) | —             |
| 2004  | Leslie                | Mes Couleurs              | Track 01: Intro Track 02: Sobri (notre destin) (Single) Track 04: Nos colères Track 06:Le temps qui passe Track 08: Tous ces gens Track 10: Sans toi Track 11: Dice-dice Track 12: J'accuse Bonus: Vivons pour demain (Single) | SNEP: Platine |
| 2004  | Matt Pokora           | M. Pokora (album)         | Track 02: Showbiz (Single) Track 03: Elle me contrôle (Single) Track 04: Pas sans toi (Single) Track 08: Tourne pas le dos | SNEP: Platine |
| 2004  | Street Lourd          | Hall Stars                | Track 12: Pour les halls Track 16: Tu peux pas | —             |
| 2004  | Corneille             | Live 2004                 | Track 04: Laissez nous vivre | SNEP: Platine |
| 2005  | Magic System          | Cessa kié la vérité       | Track 02: Bouger bouger Track 13: Un gaou à Oran Track 14: Bouger bouger (remix) (Single) | SNEP: Platine |
| 2005  | Protection Rapprochée | Protège-toi               | Track 01: Protège-toi (Single) Track 02: Protège-toi (clip version) | —             |
| 2005  | Amine                 | Au-delà des rêves         | Track 01: Intro Track 02: Ma vie (Single) Track 03: J'voulais (Single) Track 04: My girl (Single) Track 05: Finiki Track 06: Si j'avais su que... Track 07: Femmes Track 08: Sixième sens Track 09: Win Track 10: Had lila Track 11: Kindir Track 12: Le chemin Track13: Sobri (club mix) (Single) Track 14: Just married (Single) Track 15: Ronde de nuit (Single)                                                                   | SNEP: Platine |

| Année | Artistes          | Album                                      | Track | Certification    |
| ----- | ----------------- | ------------------------------------------ | --- | ---------------- |
| 2007  | Soprano           | Puisqu'il faut vivre                       | Track 15: ferme les yeux et imagine toi (Single) | SNEP: Platine    |
| 2007  | Tony Parker       | Tony Parker                                | Track 01: Intro Track 02: Balance-toi (Single) Track 03: On dit quoi Track 04: Premier love (Single) Track 05: La famille Track 06: Bienvenue dans le Texas Track 07: Les clefs de la réussite Track 08: L'effet papillon Track 10: Génération motivée Track 11: Gametime       | —                |
| 2007  | Tony Parker       | Balance-toi (Single)                       | Track 01: Balance-toi Track 02: Balance-toi (Remix) Track 03: Balance-toi (Instru) |                  |
| 2007  | Don Choa          | Jungle de béton                            | Track 07: Voiture bélier Track 14: Demain j't'appelle | —                |
| 2007  | Rim'K             | Famille nombreuse                          | Track 07: Clandestino (Single) | SNEP: Or         |
| 2008  | Psy 4 de la rime  | Les Cités d'or                             | Track 02: Les Cités d'Or (Single) | SNEP: Or         |
| 2009  | AP                | Discret (album)                            | Track 07: Je suis libre (Single) | —                |
| 2009  | Sinik             | Ballon d'or (rap)                          | Track 12: Gladiateur (Single) | —                |
| 2009  | Rim'k             | Maghreb United                             | Track 02: Celebration (Single) track 09: Pour elles track 17: Celebration (remix) | SNEP: Or         |
| 2009  | Vitaa             | Celle que je vois                          | Track 01: Invitaation Track 02: Pour que tu reste (Single) Track 09: Comme je respire Track 10: Voir le monde d'en haut Track 11: Faire un tour Track 12: Je m'attends au pire Track 13: Mes actes manqués                                                                      | —                |
| 2010  | Admiral T         | Instinct Admiral                           | Track 03: Viser la victoire (Single) | —                |
| 2010  | Nessbeal          | NE2S                                       | Track 14: Poussière d'empire (Single) | —                |
| 2010  | Soprano           | La Colombe (album)                         | Track 03: Darwa (Single) Track 05: Hiro (Single) Track 07: Château de sable (Single) Track 11: Je serais là | SNEP:2 × Platine |
| 2010  | Divers            | Street Lourd 2                             | Track 10: C du lourd (Remix) |                  |
| 2010  | L'Algérino        | Effet Miroir                               | Track 07: Marseille by Night (Single) Track 08: Generation No Limit | SNEP: Or         |
| 2010  | Rohff             | La Cuenta                                  | Track 08: Thug Mariage (Single) |                  |
| 2010  | Sheryfa Luna      | Si tu me vois                              | Track 03 : Crois en toi Track 10 : Tu seras un homme |                  |
| 2010  | 113               | Universel (album)                          | Track 09: On va décoller Track 12: Bledi Track 13: À l'ancienne | —                |
| 2011  | Magic System      | Touté Kalé                                 | Track 03: Ca me dégban Track 04: Chérie Coco (Single) Track 10: La danse des magiciens Track 13: Children of Africa Track 15: Chérie Coco | SNEP: Diamant    |
| 2011  | Mokobé            | Africa Forever                             | Track 02: Oulala (Single) | —                |
| 2011  | L'Algérino        | C'est Correct                              | Track 06: Rue de la Vie (Single) Track 08: Bayna Track 09: Quoi de 9 Track 10: Classi | —                |
| 2011  | TLF               | Renaissance                                | Track 01: Criminel (Single) Track 03: Non Stop Track 04: Magic Track 05: Mes Raisons D'y Croire Track 08: Supergirl Track 10: Criminel Deluxe Track 11: Le Delire | —                |
| 2012  | Youssoupha        | Noir D****                                 | Track 05: Histoires Vraies (Single) Track 13: Dreamin (Single) | SNEP: Platine    |
| 2012  | Corneille         | Les Inséparables (album) (Réédition)       | Bonus Track: Le bar des sentimentalistes (remix) | —                |
| 2012  | Rim'K             | Chef de famille                            | Track 12: I love my bled (Single) | —                |
| 2012  | Colonel Reyel     | Soldat de l'amour                          | Track 07: Oh mama | —                |
| 2012  | TLF               | OVNI                                       | Track 05: Sans regrets (Single) Track 11: Caraibean Girl | —                |
| 2012  | Kenza Farah       | 4 Love                                     | Track 01: 4 Love Track 07: Avec toi Track 12: Mohamed | —                |
| 2012  | Youssoupha        | Noir D****(Réédition)                      | Bonus Track: On se connait (Single) | —                |
| 2012  | Divers            | Afrikaeton                                 | Track 05: 100 000 Volts |                  |
| 2012  | Taipan            | Court-Circuit                              | Track 09: Cash Cash (Single) | —                |
| 2012  | Sultan            | Des jours meilleurs                        | Track 01: Par où commencer Track 02: Sois fier de c'que t'es (Single) Track 07: Chez nous (Single) Track 09: Plus Jamais Track 10: Mec à meuf (Single) | —                |
| 2013  | Tropical Family   | Tropical Family Edition Deluxe             | Track 03: Obsesion (Single) Track 04: S'envoler Track 13: Turn Me On (Single) | —                |
| 2013  | Axel Tony         | Je Te Ressemble                            | Track 01: Avec Toi (Single) Track 02: Au Delà Des Mots (Single) Track 03: Ce Monde là Track 07: Ma Reine (Single) Track 09: J'avance (Single) | —                |
| 2013  | Kamelancien       | Coupé Du Monde                             | Track 01: Coupé Du Monde Track 02: L'union Fait De La Force (Single) Track 09: Sans Toi (Single) Track 11: Où Tu Es | —                |
| 2013  | Axelle Red        | Sur La Route Sablée                        | Track 01: Sur La Route Sablée (Skalpovich Remix) | —                |
| 2013  | Patrick Bruel     | She's Gone                                 | Track 01: She's Gone (Skalpovich Remix) | —                |
| 2014  | Team BS           | Team BS (album)                            | Track 02: Case Départ (Single) Track 03: Team BS (Single) Track 05: Griot Track 06: Fierté (Single) Track 07: Ma vérité (Single) Track 09: Je Rappe Track 10: Jamais Assez Track 12: Mon Destin Track 14: Souffle D'espoir                                                      | —                |
| 2014  | Maude             | #HoldUp                                    | Track 09: Psycho Syndrom | —                |
| 2014  | Black M           | Les Yeux plus gros que le monde            | Track 17: Solitaire Track 19: Sur Ma Route (Single) | SNEP: Diamant    |
| 2014  | David Carreira    | Tout recommencer (album de David Carreira) | Track 03: Tout recommencer |                  |
| 2014  | Kendji Girac      | Kendji (album)                             | Track 03: Mon Univers Track 06: Mi Amor Track 09: Je M'abandonne Track 11: Au Sommet Track 12: Elle M'a Aimé | SNEP: Diamant    |
| 2014  | La Fouine         | Capitale du crime volume 4                 | Track 19: Cry (Single) |                  |
| 2014  | Indila            | Mini World                                 | Track 01: Dernière danse (Single) Track 02: Tourner dans le vide (Single) Track 03: Love story (Single) Track 04: S.O.S (Single) Track 05: Comme un bateau Track 06: Run run (Single) Track 07: Ego Track 08: Boîte en argent Track 09: Tu ne m'entends pas Track 10: Miniworld | SNEP: Diamant    |
| 2015  | Sindy (chanteuse) | Selfie                                     | Track 01: Dis-moi Track 02: Sans Rancune (Single) Track 03: Aie Aie Aie Track 04: S'envoler (Single) Track 06: Je M'en Fous Track 07: Danse Encore Track 08: Allez Cioa! Track 09: Je Me Défie Track 11: Je Rêverai Track 14: Sans Rancune                                      | —                |
| 2016  | Black M           | Éternel Insatisfait                        | Track 12: Wati By Black | SNEP: 2x Platine |
| 2016  | H Magnum          | Gotham City                                | Track 01: Gotham City Track 02: Superman Track 03: Garde L'équilibre (Single) Track 06: J'Dois y Aller Track 08: L'impasse Track 10: Pourquoi Tu m'en veux (Single) Track 11: Je t'avais Promis Track 15: Idem (Single) Track 16: Est-ce Que Tu M'aimes                         |                  |
| 2016  | Amir (chanteur)   | Au cœur de moi                             | Track 07: Très Haut | SNEP: 2x Platine |
| 2017  | Black M           | Éternel Insatisfait (Réédition)            | Track 01: Tic-Tac (Single) | SNEP: 2x Platine |
| 2017  | Magic System      | Ya Foye                                    | Track 01: Ya Foy (Single) |                  |
| 2017  | Sianna            | Diamant Noir                               | Track 05: Cœur Orphelin | —                |
| 2018  | Patrick Bruel     | Ce soir on sort…                           | Track 01: Dis-moi Track 06: On Se Plaît Track 07: Stand Up (Single) Track 08: Louise Track 09: Héros Track 11: Pas Eu Le Temps (Single) | SNEP: 2x Platine |
| 2020  | Amir              | Ressources                                 | Track 04: Carrousel | —                |
| 2020  | Lynda             | Papillon                                   | Track 16: Papier |                  |
| 2021  | L'Algérino        | Moonlight                                  | Track 01: Moonlight Track 02: Sapapaya Track 15: Yema | —                |
| 2021  | Naps              | Best Life                                  | Track 10: Ambiance vandale |                  |
| 2022  | Nej'              | SOS (Chapitre 2)                           | Track 05: Muerte | —                |
| 2022  | Youssoupha        | NEPTUNE TERMINUS (ORIGINES)                | Track 24: Meilleur |                  |
| 2023  | Zaho              | Résilience                                 | Track 05: Roi 2 cœur | —                |
| Nej'  | Athéna            | Track 8:Tout recommencer                   | — |                  |